# Molière d'honneur
Palmarès du Molière d'honneur.
- 1987 : Elvire Popesco
- 1989 : Eugène Ionesco
- 1990 : Marcel Marceau
- 1992 : Jean Danet, Robert Hirsch et Fernand Lumbroso
- 1993 : Edwige Feuillère, René de Obaldia, Jean Dasté et Lars Schmidt
- 1994 : Jean Tardieu
- 1995 : Robert Hossein
- 1996 : Les Frères Jacques et François Périer
- 1997 : Danielle Darrieux et Harold Pinter
- 1998 : Catherine Samie, Maurice Baquet et Dario Fo
- 1999 : Charles Aznavour, Vittorio Gassman et Arthur Miller
- 2000 : Charles Trenet, Raymond Devos, Hubert Gignoux et le Théâtre de la Huchette
- 2001 : Madeleine Robinson et Gabriel Monnet
- 2002 : Annie Girardot, Simone Valère et Jean Desailly
- 2003 : Gisèle Casadesus et Alfredo Arias
- 2011 : Peter Brook
- 2014 : Michel Bouquet
- 2016 : Fabrice Luchini
- 2017 : Isabelle Huppert
- 2022 : Jacques Weber
- 2024 : Francis Huster
- 2025 : Thomas Jolly